# L'Éternité, peut-être
L'Éternité, peut-être (永遠-とわ-かもしれない, towa kamo shirenai) est un manga japonais de Michiyo Akaishi. Publié en français aux éditions J'ai lu, il comporte 8 volumes entièrement traduits.

## Résumé de l'histoire
Kosumo Koganehara (黄金原 こすも), dix-sept ans, a depuis toujours un cœur fragile. Vivant sous la menace d'une crise cardiaque, elle ne peut être transplantée car elle a un groupe sanguin rarissime.
Un jour, alors qu'elle est hospitalisée à New York, le miracle se produit : une jeune fille japonaise ayant le même groupe sanguin se fait renverser par un camion et meurt ; son cœur est alors greffé à Kosumo.
Mais la donneuse, Himiko (日巫女), était la plus grande prêtresse du Japon, capable d'influencer le gouvernement et de recevoir l'aide de certains dieux. Kosumo hérite de cette force, et se retrouve menacée par certaines puissances qui veulent faire de la prêtresse leur poupée.
Aidée par Hitsugi (日嗣), garde du corps de Himiko qui a failli à sa mission, elle va tenter de résister à ces attaques, et surtout trouver leur origine pour s'en débarrasser.